# لیو شیائونینگ
لیو شیائونینگ (انگلیسی: Liu Xiaoning؛ زادهٔ ۱۴ ژوئیهٔ ۱۹۷۵) بازیکن والیبال اهل چین است.